# Fuentes de León
Pour les articles homonymes, voir Fuentes.
Fuentes de León est une commune d’Espagne, dans la province de Badajoz, communauté autonome d'Estrémadure.